# Врбаске новине
Врбаске новине су лист који је излазио у периоду од 1928. године до слома Краљевине Југославије и успостављања Независне Државе Хрватске, 1941. године. Врбаске новине су за  вријеме свог постојања промијениле неколико назива, и биле службени лист, у почетку Врбаске области, а касније Врбаске Бановине. Новине су штампане у у највећем и главном граду бановине, Бања Луци.

## Историјат

### Службени лист Врбаске области
Службени лист Врбаске области је био први службени лист који су власти Краљевине Срба, Хрвата и Словенаца издавале на територији Босанске Крајине. Функцију власника и издавача листа је на себе преузео Обласни одбор Врбаске области. Први број листа је изашао из штампе 15. фебруара 1928. Од оснивања листа, то јесте 15. фебруара дужност уредника, је вршио Коста Ћебић Марушић, који је на тој функцији остао три и по мјесеца, све до 2. јуна, када га је на функцији уредника замијенио Иван М. Скарић, шеф мјесне самоуправе. Доласком Скарића на мјесто уредника, лист мјења назив у Службени лист самоуправе Области врбаске. Садржај листа је био разнолик, састојао се из два дијела службеног и неслужбеног дијела. У службеном дијелу су се првенствено објављивали документи државне и локалне управе укази, обласне уредбе, наредбе државних власти, наредбе обласне самоуправе и закони. У неслужбеном дијелу листа објављивани су чланци о просвјетним, привредним, финансијским, здравственим и саобраћајним проблемима Врбаске области. Сарадници листа били су Вук Јеловац, др Бранко Чубриловић, Јово Поповић, Живко Даниловић, Бранислав Лазичић, Ибрахим Џафчић и многи други.
Службени лист је штампан наизмјенично ћирилицом и латиницом у више штампарија, које су тада постојале у граду на Врбасу, а то су биле Штампарија "Душан Угреновић", Штампарија "Глас Крајине", Штампарија "Браћа Јакшић" и Штампарија "Звонимир Јовић и Комп". Лист је излазио два пута мјесечно. Укупно су изашла 43 броја, а посљедњи број Службеног листа Врбаске области је изашао 15. новембра 1929. када је у складу са политичким преустројством саме државе, поред осталих, уведена и Врбаска бановина, која је почела да издаје Службени лист Врбаске бановине.

### Службени лист Врбаске бановине
Службени лист Врбаске бановине је постао службени лист Краљевске банске управе Врбаске бановине. Лист је почео да излази 15. децембра 1929. замијенивши Службени лист самоуправе Области врбаске. Први уредник новог бановинског службеног листа постаје начелник општег одјељења Врбаске бановине Крста Кузмановић, који ту функцију обавља до средине 1930. године, када га од 24. јула 1930. године замјењује бански савјетник Ђура С. Биљчевић, а од 21. априла 1932. године уредник  Службеног листа постаје Божидар Весић.
Лист је у свом саджају објављивао службене вијести, које се односе на Врбаску бановину, као и службене одлуке, законе, уредбе и правилнике министара и уредбе, правилнике и наредбе Бана Врбаске бановине, као и наредбе подручних му власти и установа, службене огласе судских и опште управних власти Врбаске бановине као и чланке економског, социјалног, просветног и културног садржаја, који имају за циљ развој, унапређење и усавршавање народне привреде, народног здравља, затим социјалног, економског, просветног и културног живота становника Врбаске бановине. Лист је такође штампан на оба писма, а излазио је једанпут недјељно, а уколико је за то постојала потреба и више пута. Штампан је у бањалучким штампаријама Душана Угреновића, браће Јакшић, Звонимира Јовића и у "Гласу Крајине". Службени лист је излазио до 1932. године, када је са појавом Врбаских новина 1. децембра 1932, Службени лист Врбаске бановине престао да излази као самосталан лист и постао службени додатак Врбаским новинама. Службени лист Врбаске бановине је 2. марта 1933. промијенио назив у Службени лист Краљевске банске управе Врбаске бановине.

### Врбаске новине
1. децембра 1932 Врбаске новине постају званично гласило Врбаске бановине и ту функцију носе све до 1941. године и слома саме Краљевине Југославије, то јесте окупације дијелова те државе, од стране НДХ. Краљевска банска управа Врбаске бановине, је издавала и Врбаске новине. Током свих година постојања, Врбаске новине су биле службени лист Врбаске бановине, замијенивши Службени лист Врбаске бановине, који постаје службени додатак Врбаским новинама. Временом, Врбаске новине, добијају и свој информативни дио, који је називан "политички, привредни и просветно-културни преглед". По оснивању су првенствено излазиле једном седмично, потом два до три пута седмично, да би крајем тридесетих година прошлог вијека почеле да излазе као дневне новине.
Врбаске новине су биле изузетно цијењене на подручју Врбаске бановине, јер су у многим њеним дијеловима биле једини извор информација. Осим актуелности из Бања Луке и свих дијелова Босанске Крајине, то јесте области на којој се простирала Врбаска бановина, у овим новинама су објављиване политичко-привредне вијести из читаве Краљевине Југославије, са посебним нагласком на активности тадашње Краљевске владе. У Врбаским новинама забиљежен је нагли инфраструктурни развој Бања Луке, која је из мале касабе, почела да се развија у модеран град, у првој половини тридесетих година прошлог вијека, у вријеме владавине бана Светислава Тисе Милосављевића.
Службене новине на територији Врбаске бановине су престале да излазе 3. априла 1941. године, када је посљедњи, 1786. број, изашао из штампе, након чега је услиједила и  инвазија Сила Осовине 6. априла 1941.